# عبدالحسین مجتهدی
عبدالحسین مجتهدی از سیاستمداران ایرانی بود، که در دوره‌  شانزدهم بعنوان نماینده تبریز  در مجلس شورای ملی حضور داشت.